# Anastrepha fraterculus
Anastrepha fraterculus, conhecido popularmente como mosca-das-frutas, bicho-das-frutas e mosca-das-frutas-sul-americana, é uma das principais pragas da fruticultura brasileira. O gênero Anastrepha tem mais de 90 espécies descritas no Brasil.

## Descrição
A mosca ataca, na época próxima à maturação, frutos de mirtáceas nativas (como goiabas, araçás, guabirobas, murtas, uvaias, pitangas e outras), maçãs, pêssegos, uvas, nêsperas, ameixas, mamão, citrinos etc.
Os danos diretos podem ser descritos como o dano causado pela oviposição e pelo desenvolvimento da larva no interior do fruto. A fêmea pode furar várias vezes o fruto procurando um substrato ideal para oviposição. Após três dias, em média, do ovo eclode uma larva que se desenvolve alimentando-se da polpa.
O desenvolvimento desta larva desencadeia um violento desbalanço hormonal, culminando com o amadurecimento precoce e a queda do fruto.
Além dos danos diretos, ainda há a contaminação do fruto por organismos oportunistas que se aproveitam dos furos deixados pela fêmea e causam a necrose da região afetada.
Outro grande problema com relação às moscas é o fato de muitas espécies do gênero Anastrepha serem consideradas pragas quarentenárias em muitos países importadores de frutos brasileiros. Isso impõe uma barreira comercial inconveniente para a fruticultura nacional.
O controle de Anastrepha fraterculus pode ser feito das seguintes formas:
1. Aplicação de inseticidas direto nas plantas;
2. Uso de iscas tóxicas em plantas nos bordos dos pomares;
3. Uso de armadilhas do tipo McPhail;
4. Controle biológico natural, através da preservação de frutíferas nativas próximas aos pomares onde se multiplicam, além das moscas, parasitoides nativos. Neste caso, os frutos devem ser coletados do chão diariamente, colocados em tonéis com areia no fundo e cobertos com tela para que possibilite a saída de somente parasitoides, que têm o tamanho menor que o das moscas.
5. Uso de macho estéril.